# Glory Last Heavyweight Standing
GLORY 99は、ヨーロッパのキックボクシング団体「GLORY」の大会の一つ。2025年4月5日、ロッテルダムのアホイ・ロッテルダムで開催。

## 大会概要
本大会は GLORY が開催する2025年の2興行目となり、ヘビー級の選手32名が参戦する大規模なトーナメントの一回戦として行われた。

## 対戦カード
Glory ヘビー級トーナメント 一回戦
 イオヌット・イアンク vs  ジハド・ケペネク
Glory ヘビー級トーナメント 一回戦
 アフメド・クルニッチ vs  アリン・ネキタ
Glory ヘビー級トーナメント 一回戦
 モリー・クロマー vs  ニコラ・ワンバ
Glory ヘビー級トーナメント 一回戦
 タリク・オサロ vs  ベンジャミン・アデグブイ
Glory ヘビー級トーナメント 一回戦
 バフラム・ラジャブザデ vs  ブライアン・ダウヴィス
Glory ヘビー級トーナメント 一回戦
 ジャマール・ベン・サディック vs  クリスティアン・リステア
Glory ヘビー級トーナメント 一回戦
 ムラット・アイグン vs  アサドゥラ・ナシポフ
Glory ヘビー級トーナメント 一回戦
 ソフィアン・ライドゥーニ vs  オレフ・プリマチョフ
Glory ヘビー級トーナメント 一回戦
 ユーリ・ファルカシュ vs  イラジ・アジズプール
Glory ヘビー級トーナメント 一回戦
 ラーデ・オパチッチ vs  ニコ・ペレイラ・オルタ
Glory ヘビー級トーナメント 一回戦
 コリン・ジョージ vs  ミロスラフ・ヴーヨヴィッチ
Glory ヘビー級トーナメント 一回戦
 ルイージ・ガシ vs  ピョートル・ロマンケヴィッチ
Glory ヘビー級トーナメント 一回戦
 アニス・ボウジッド vs  ネイサン・クック
Glory ヘビー級トーナメント 一回戦
 シナ・カリミアン vs  トーマス・モズニー
Glory ヘビー級トーナメント 一回戦
 アスドレン・ガシ vs  ニダル・ブチリ
Glory ヘビー級トーナメント 一回戦
 ナビル・ハチャブ vs  ミロス・ツヴェチカニン